# الماجيك (فلم)
الماجيك (بالعربية: الخارق) فيلم اجتماعي مصري انتج عام 2007 يقوم ببطولته نفس مجموعة فيلم أوقات فراغ بالإضافة إلى بعض الوجوه الجديدة.
تاريخ عرض الفيلم يوافق عشية عيد الفطر في مصر لعام 1428 هـ.

## قصة الفيلم
تدور أحداث الفيلم حول مجموعه من المشاكل التي تواجه الشباب الساكن في العشوئيات والمساكن الفقيرة واحلامهم، من خلال شله من الأصدقاء يتزعمهم وائل الماجيك الذي يؤدى دوره أحمد حاتم وهو شاب طموح يريد الوصول إلى مرتبة أعلى ومستوى أحسن من الذي يعيش فيه بأي ثمن، فيكون مع أصدقائه عصابة للنصب ويقعوا في العديد من المشاكل والأحداث التي تقع فيها الشلة

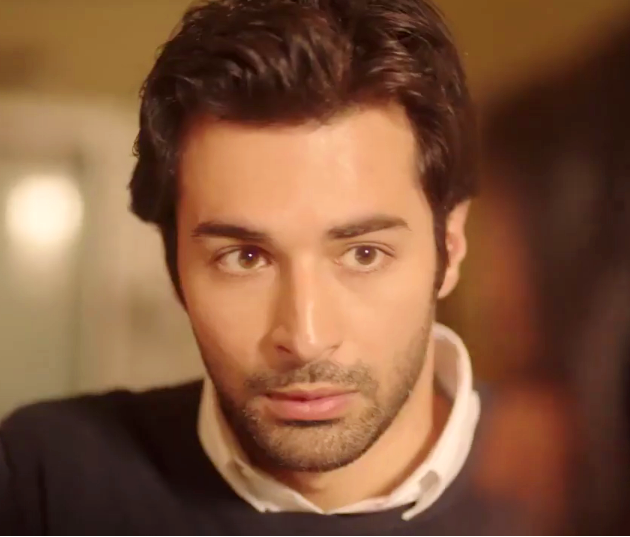
أحمد حاتم في دور وائل

## الممثلون
- عمرو عابد
- أحمد حاتم
- كريم قاسم
- لارا صبري
- إيناس المصري
- فرح يوسف

## وصلات خارجية
- مقالات تستعمل روابط فنية بلا صلة مع ويكي بيانات